# Carlota Alfaro

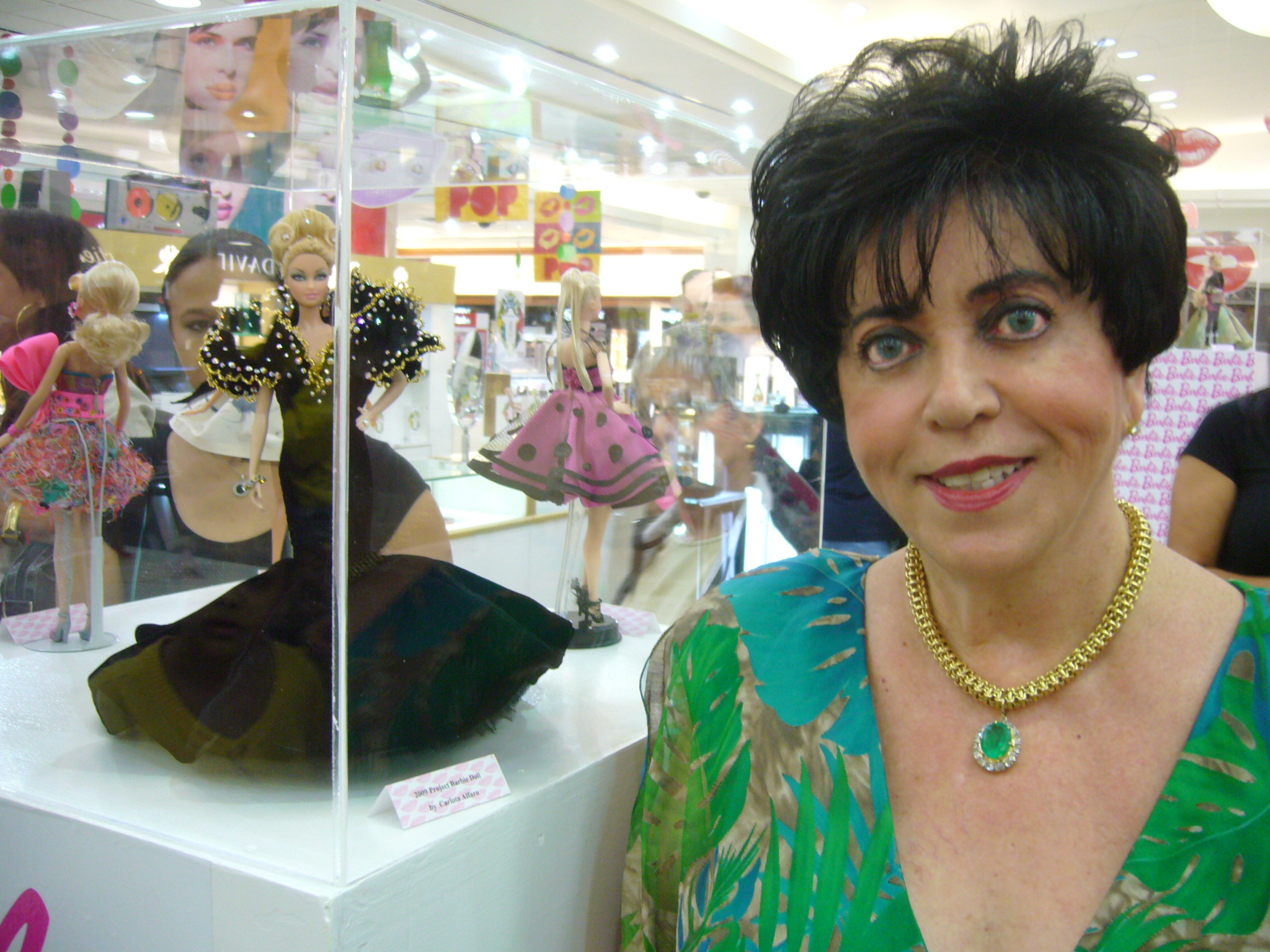
Carlota Alfaro

Carlota Alfaro (* 4. Juni 1933) ist eine puerto-ricanische Modedesignerin. Sie gilt als die bekannteste Modeschaffende aus Puerto Rico.

## Leben
Alfaro zeigte eine Leidenschaft für Mode bereits als Kind und Jugendliche, als sie Kleidung für ihre Familie und für Freunde entwarf.
Zu internationaler Berühmtheit gelangte Alfaro, die bevorzugt Haute Couture schafft,  in Lateinamerika, Europa und den USA während der 1960er-Jahre. In dieser Zeit gründete sie auch das Instituto Carlota Alfaro, deren Ziel es ist, ihr Know-how an junge Modestudenten weiterzugeben.